# 불곡사
불곡사(佛谷寺)는 경상남도 창원시 성산구 대방동에 위치한 사찰이다.
불곡사의 창건 유래에 대해서는 확실하게 밝혀진 것이 없으나, 1929년 우담화상이 옛날 절터에 드러나 있던 비로자나불상(보물 제436호)을 파내어 비로전에 모시고 다시 세웠다. 절을 다시 세우기 전 불곡사 뒤쪽은 가음정과 대방동, 사파정동을 왕래하는 길이었는데, 이 곳 길가에 불상과 무수한 기와조각이 흩어져 있어 이 곳을 부처골이라고 하였다. 따라서 절이름도 부처골을 한자로 옮겨 불곡사라고 쓴 것이라 여겨진다. 현재 이곳 불곡사에는 비로전을 비롯하여 일주문(지방유형문화재 제133호)과 탑재, 광배편, 나무아미타불비 등이 있다.

## 문화재

### 불곡사석조비로자나불좌상
현재 이 불상은 불신과 대좌가 완전하게 남아 있으며 불상은 육계가 분명한 나발, 즉 곱슬머리에 얼굴은 둥글고 단아하다. 백호는 눈썹 사이로 약간 내려왔으며, 코 밑의 인중은 약간 두드러져 입까지 연결되었다.
목은 삼도가 뚜렷하고 두 손은 가슴 앞에서 포개어 전형적인 지권인(智拳印 : 왼손 집게 손가락을 뻗치어 세우고 오른손으로 그 첫째 마디를 쥔 모양인데, 오른손은 불계를 표시하고 왼손은 중생계를 표시하는 것으로 중생과 부처가 둘이 아니고 일체의 깊은 뜻을 나타냄)을 하고 있다. 다리는 왼쪽 다리 위에 오른쪽 다리를 포갠 결가부좌(結跏趺坐)의 자세이다. 어깨와 가슴이 단정한 인간적인 신체 형태에 걸쳐진 통견(通肩)의 법의(法衣)는 가슴이 넓게 노출되었고 팔과 다리 등에 접혀진 옷주름은 얇게 빚은 듯한 평행 계단식 옷주름이다.
팔각대좌는 상대, 중대, 하대로 구성되어 있다. 상대에는 장식이 있는 중판앙연이 새겨져 있고 중대에는 팔각 각 면마다 원광을 갖춘 좌상이 표현되어 있다. 하대인 이복연석 밑의 지대석 각면에는 안상 안에 사자 7구와 화변을 조각하였다. 이 불상은 9세기 후반 통일신라 불상으로 850년에서 900년 사이에 조성된 불상으로 영주 부석사, 대구 동화사 등에 안치한 비로자나불과 같은 시대의 것으로 추정되며 불상높이는 101 cm, 대좌높이 89cm이다. 이곳 비로자나 불상은 창원지역의 최초의 보물로 1966년 제 436호로 지정되었다.

### 불곡사 일주문
불곡사 일주문(佛谷寺一柱門)은 경상남도 지방유형문화재 제133호로 경상남도 창원시 성산구 대방동에 위치해 있다. 불곡사 일주문은 원래 웅천도호부 객사의 삼문(三門, 대궐이나 관청 앞에 있는 세 개의 문)이었다고 한다. 이 삼문은 1822년 웅천향교로 옮겨졌으나 일제의 문화말살 정책으로 웅천향교가 철거되고 공자 등 위배가 땅에 묻히면서 버려져 있는 것을 1943년에 우담화상이 이곳으로 옮겨 세웠다고 전해진다.
이 일주문은 단층의 화려한 맞배지붕을 우산처럼 머리에 올린 나무로 된 문이다. 동서 기둥 위에는 각각 여의주를 입에 문 용머리가 올려져 있고, 중간 두 기둥 위에도 남북으로 각각 여의주를 입에 문 두 마리의 용머리가 올려져 있다. 동서남북으로 위치한 여섯 마리의 용머리는 소나무로 입체감 있게 조각되어 있다. 동쪽 머리맡에는 거북이, 서쪽 머리맡에는 호랑이가 민화로 조각되어 있다.